# Выборы губернатора Саратовской области (2017)
Выборы губернатора Саратовской области состоялись в Саратовской области 10 сентября 2017 года в единый день голосования, одновременно с выборами в областную думу. Губернатор избирался сроком на 5 лет.
Это были первые выборы губернатора Саратовской области с 2000 года, поскольку ранее губернаторы назначались областной думой по предложению Президента РФ.
На 1 января 2017 года в Саратовской области было зарегистрировано 1 958 431 избиратель.
Председатель Избирательной комиссии Саратовской области — Павел Точилкин.

## Предшествующие события
Предыдущие выборы губернатора Саратовской области прошли 26 марта 2000 года. На них победил Дмитрий Аяцков, руководивший регионом с 1996 года.
В 2005 году, после отмены выборов глав регионов, президент Путин не стал предлагать кандидатуру Аяцкова для назначения губернатором области. В результате голосования депутатов Саратовской областной Думы 5 апреля 2005 года большинство голосов получил Павел Ипатов. 5 апреля 2010 года он был переизбран областной думой на второй срок.
Указом Президента Российской Федерации Дмитрия Медведева от 23 марта 2012 года Ипатов был отправлен в отставку с поста губернатора с формулировкой «по собственному желанию». 5 апреля 2012 года в ходе голосования депутатами областной думы новым губернатором стал Валерий Радаев.
С 1 июня 2012 года вступил в силу закон Российской Федерации, возвращающий прямые выборы высших должностных лиц региона.

### Ключевые даты
- 9 июня 2017 года Саратовская областная дума назначила выборы на 10 сентября 2017 года (единый день голосования)[4].
  - 9 июня опубликован расчёт числа подписей, необходимых для регистрации кандидата[5].
  - 13 июня постановление о назначении выборов было опубликовано в СМИ[4].
  - с 14 июня по 26 июля — период выдвижения кандидатов[6].
  - агитационный период начинается со дня выдвижения кандидата и прекращается за одни сутки до дня голосования.
- с 17 по 26 июля — представление документов для регистрации кандидатов, к заявлениям должны прилагаться листы с подписями муниципальных депутатов.[6]
- с 12 августа по 8 сентября — период агитации в СМИ.[6]
- 9 сентября — день тишины.
- 10 сентября — день голосования.

## Выдвижение и регистрации кандидатов
В Саратовской области кандидаты выдвигаются только политическими партиями, имеющими право участвовать в выборах, или их региональными отделениями.
Каждый кандидат при регистрации должен представить список из трёх человек, один из которых, в случае избрания кандидата, станет представителем правительства региона в Совете Федерации.

### Муниципальный фильтр
В Саратовской области кандидаты должны собрать подписи 6 % муниципальных депутатов и глав муниципальных образований. Среди них должны быть подписи депутатов районных и городских советов и (или) глав районов и городских округов в количестве 6 % от их общего числа. При этом подписи нужно получить не менее чем в трёх четвертях районов и городских округов. По расчёту избиркома, каждый кандидат должен собрать от 216 до 226 подписей депутатов всех уровней и глав муниципальных образований, из которых от 51 до 53 — депутатов райсоветов и советов городских округов и глав районов и городских округов не менее чем 32 районов и городских округов области.

## Кандидаты
| Кандидат            | Должность (на момент выдвижения)          | Партия выдвижения | Статус          | Кандидаты в Совет Федерации                     |
| ------------------- | ----------------------------------------- | ----------------- | --------------- | ----------------------------------------------- |
| Ольга Алимова       | помощник депутата Госдумы Валерия Рашкина | КПРФ              | зарегистрирован |                                                 |
| Станислав Денисенко | гендиректор ООО «ДЕКО СТ»                 | ЛДПР              | зарегистрирован |                                                 |
| Лидия Паринова      | главный инженер ООО «Балтекс»             | Патриоты России   | зарегистрирован | Михаил Сезганов и глава Саранска Петр Тултаев   |
| Валерий Радаев      | врио губернатора Саратовской области      | Единая Россия     | зарегистрирован | Сергеем Аренин, Юлия Ермакова и Сергей Шестаков |

## Социологические исследования
| Опрос                                                                                   | Явка   | Радаев | Алимова | Денисенко | Паринова | Испорчу бюллетень | Не пойду на выборы | Затруднились ответить |
| --------------------------------------------------------------------------------------- | ------ | ------ | ------- | --------- | -------- | ----------------- | ------------------ | --------------------- |
| ФОМ, 17-25 июля 2017                                                                    | 34 %   | 54 %   | 8 %     | 2 %       | 1 %      | 2 %               | 2 %                | 30 %                  |
| Саратовский социально-экономический институт РЭУ им. Г. В. Плеханова, 1-15 августа 2017 | 62 %   | 57 %   | 14 %    | 8 %       | 2 %      | -                 | -                  | 20 %                  |
| ФОМ, 10-21 августа 2017                                                                 | 30 %   | 60 %   | 9 %     | 3 %       | 1 %      | 2 %               | 2 %                | 23 %                  |
| ФОМ Прогноз, 10-21 августа 2017                                                         | 40,6 % | 66,6 % | 19,9 %  | 7,4 %     | 3,0 %    | 3,1 %             | -                  | -                     |

## Итоги выборов

Карта явки на выборы.

| Место                       | Место                       | Кандидат                    | Партия                      | Голосов   | %       |
| --------------------------- | --------------------------- | --------------------------- | --------------------------- | --------- | ------- |
|                             | 1.                          | Валерий Радаев              | Единая Россия               | 788 352   | 74,63 % |
|                             | 2.                          | Ольга Алимова               | КПРФ                        | 172 007   | 16,28 % |
|                             | 3.                          | Станислав Денисенко         | ЛДПР                        | 56 802    | 5,38 %  |
|                             | 4.                          | Лидия Паринова              | Патриоты России             | 26 256    | 2,49 %  |
| Недействительных бюллетеней | Недействительных бюллетеней | Недействительных бюллетеней | Недействительных бюллетеней | 12 939    | 1,22 %  |
| Всего                       | Всего                       | Всего                       | Всего                       | 1 056 356 | 100 %   |
|                             |                             |                             |                             |           |         |
| Действительных бюллетеней   | Действительных бюллетеней   | Действительных бюллетеней   | Действительных бюллетеней   | 1 043 417 | 98,78 % |
| Явка                        | Явка                        | Явка                        | Явка                        | 1 056 356 | 54,73 % |
| Общее число избирателей     | Общее число избирателей     | Общее число избирателей     | Общее число избирателей     | 1 930 142 |         |